# Leache
Leache (em castelhano) ou Leatxe (em basco) é um município da Espanha na província e comunidade foral (autónoma) de Navarra. Tem 14,63 km² de área e em 2021 tinha 32 habitantes (densidade: 2,2 hab./km²).

## Demografia
| Variação demográfica do município entre 1991 e 2004 | Variação demográfica do município entre 1991 e 2004 | Variação demográfica do município entre 1991 e 2004 | Variação demográfica do município entre 1991 e 2004 |
| --------------------------------------------------- | --------------------------------------------------- | --------------------------------------------------- | --------------------------------------------------- |
| 1991                                                | 1996                                                | 2001                                                | 2004                                                |
| 65                                                  | 50                                                  | 46                                                  | 48                                                  |